# Embryonopsis
Embryonopsis é um gênero de mariposa pertencente à família Acrolepiidae.